# William Benjamin Carpenter
Pour les articles homonymes, voir Carpenter.
 (novembre 2019).
Si vous disposez d'ouvrages ou d'articles de référence ou si vous connaissez des sites web de qualité traitant du thème abordé ici, merci de compléter l'article en donnant les références utiles à sa vérifiabilité et en les liant à la section « Notes et références ».
William Benjamin Carpenter est un naturaliste britannique, né le 29 octobre 1813 à Exeter et mort le 19 novembre 1885 à Londres.

## Biographie
Il fait des études de médecine à l’université de Londres de 1833 à 1835 puis à celle d’Édimbourg de 1835 à 1839 où il obtient son titre de docteur. Il devient professeur de physiologie à la Royal Institution de Londres en 1844 puis enseigne la médecine légale de 1856 à 1879.
Aux côtés de Charles Wyville Thomson, Carpenter conduit les missions d’exploration des H.M.S. Lightning et H.M.S. Porcupine en eaux profondes dans le nord de l’Écosse de 1868 à 1870. Afin de compléter ces premiers travaux, Carpenter suggère en mars 1870 d'étendre ces observations au sud de l'Europe et à la Méditerranée.
L'analyse des observations physiques à la suite de ces premières croisières, permettent à Carpenter d'esquisser une théorie sur le déplacement des masses d'eau océaniques qui diffère en plusieurs points de la théorie pionnière de Matthew Fontaine Maury.
Compte tenu du contexte de l'époque avec l'essor de la télégraphie sous-marine, Carpenter fut l'artisan principal qui convainquit à la fois l’Amirauté et le gouvernement britannique d’engager une expédition océanographique de grande ampleur afin d’étendre les observations à l’échelle mondiale. Ces efforts déboucheront sur la mission d'exploration du H.M.S. Challenger.
Il obtient un doctorat en droit honoris causa décerné par l’université d’Édimbourg en 1871.
Carpenter est membre de diverses sociétés savantes dont la Royal Society à partir de 1844 et reçoit de nombreux honneurs dont la médaille Lyell en 1883.
Il est l’auteur de nombreux travaux en zoologie et en botanique.

## Publications (sélection)
- 1839 : Principles of general and comparative physiology (J. Churchill, Londres, réédité à de nombreuses reprises).
- 1843 : Popular cyclopædia of natural science (trois volumes, Londres).
- 1846 : A Manual of Physiology, including physiological anatomy, etc. (John Churchill, Londres, réédité à de nombreuses reprises).
- 1847 : Vegetable physiology and botany; including the structure and organs of plants, their characters, uses, geographical distribution and classification, according to the Natural System (Wm. S. Orr and Co., Londres).
- 1848 : Animal physiology (Wm. S. Orr and Co., Londres).
- 1850 : On the Use and Abuse of Alcoholic Liquors, in health and disease. Prize essay (John Churchill, Londres).
- 1851 : On the Intimate Structure of the Shells of the Brachiopoda partie incluse dans l’ouvrage de Thomas Davidson (1817-1885) British Fossil Brachiopoda).
- 1856 : The Microscope and Its Revelations (John Churchill, Londres, réédité à de nombreuses reprises).
- 1857 : Mechanical Philosophy, Horology, and Astronomy (Londres).
- 1862 : avec Thomas Rupert Jones (1819-1911) et William Kitchen Parker (1823-1890), Introduction to the study of the Foraminifera (Londres).
- 1873 : avec C.W. Thomson et John Gwyn Jeffreys (1809-1885), The Depths of the Sea. An account of the general results of the dredging cruises of H.M.SS. “Porcupine” and “Lightning” during the Summers of 1868, 1869, and 1870 (Londres).
- 1874 : Principles of Mental Physiology, with their applications to the training and discipline of the mind, and the study of its morbid conditions (H.S. King & Co, Londres, réédité à de nombreuses reprises).